# 马拉 (多姆山省)
马拉（法語：Marat，法語發音：[maʁa]）是法国多姆山省的一个市镇，属于昂贝尔区。

## 地理
马拉（45°39'33"N, 3°40'58"E）面积30.1 平方千米，位于法国奥弗涅-罗讷-阿尔卑斯大区多姆山省，该省份为法国中南部省份，北起阿列省接壤，东临卢瓦尔省，南至上盧瓦爾省和康塔爾省，西接科雷兹省和克勒兹省。
与马拉接壤的市镇（或旧市镇、城区）包括：贝尔蒂尼亚、勒布吕日龙、拉沙佩勒阿尼翁、奥列格、奥尔梅、圣热尔韦苏梅蒙、圣皮埃尔-拉布尔洛讷、韦尔托莱。

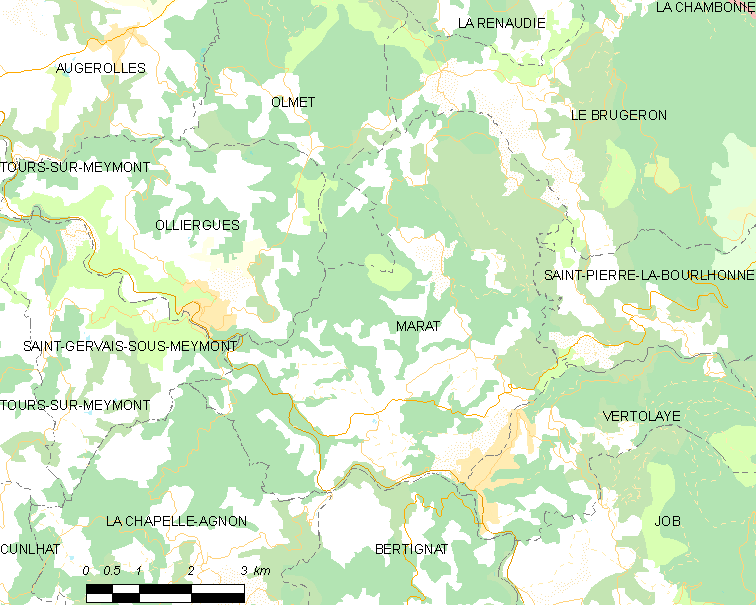
的OSM定位图

马拉的时区为UTC+01:00、UTC+02:00（夏令时）。

## 行政
马拉的邮政编码为63480，INSEE市镇编码为63207。

## 政治
马拉所属的省级选区为利夫拉杜瓦山县。

## 人口

1962-2008年间人口变化图示

马拉于2022年1月1日时的人口数量为805人。